# Eupetrichthys angustipes
Eupetrichthys angustipes är en fiskart som beskrevs av Ramsay och Ogilby, 1888. Eupetrichthys angustipes ingår i släktet Eupetrichthys och familjen läppfiskar. IUCN kategoriserar arten globalt som livskraftig. Inga underarter finns listade i Catalogue of Life.